# The Pick-up Artist
The Pick-up Artist is een romantische filmkomedie uit 1987 onder regie van James Toback, die zelf het script schreef.

## Verhaal
Jack Jericho (Robert Downey jr.) is een rokkenjager die zijn oog laat vallen op Randy Jensen (Molly Ringwald). Zij beantwoordt zijn avances alleen niet en blijkt ook nog eens de dochter van een maffioso.

## Rolverdeling
| Acteur              | Personage      |
| ------------------- | -------------- |
| Molly Ringwald      | Randy Jensen   |
| Robert Downey jr.   | Jack Jericho   |
| Dennis Hopper       | Flash Jensen   |
| Harvey Keitel       | Alonzo Scolara |
| Danny Aiello        | Phil Harper    |
| Mildred Dunnock     | Nellie         |
| Vanessa L. Williams | Rae            |
| Christine Baranski  | Harriet        |
| Lorraine Bracco     | Carla          |